# Franz Gesellius
Franz Gesellius (* 8. September 1840 in Malchin (Mecklenburg); † 24. März 1900 in Sankt Petersburg) war ein deutscher Arzt und Journalist.

## Leben
Gesellius' Vater war praktischer Arzt in Neubrandenburg. Er selbst studierte nach bestandenem Abitur von 1861 bis 1864 Medizin in Rostock, Greifswald, Berlin und Breslau. 1861 wurde er Mitglied des Corps Guestfalia Greifswald. 1862 schloss er sich dem Corps Marchia Berlin an. Nach der Promotion in Rostock lebte er kurzzeitig in Dorpat und ging dann nach Helsingfors, wo er das russische Examen pro venia practicandi ablegte. Schließlich ließ er sich in St. Petersburg nieder, wo er 1868 in deutscher Sprache den ersten russischen Meizinal-Kalender herausgab.
Als Mediziner war er maßgeblich an der Forschung zur Bluttransfusion seiner Zeit beteiligt, die damit gut 30 Jahre vor Karl Landsteiners Entdeckung der menschlichen Blutgruppen stattfand. Er hat zudem, gemeinsam mit Oscar Hasse, eine kurze Phase (1873–1875) der Experimente und Forschungen zur Transfusion von Lammblut auf den Menschen initiiert.
Nach dem Scheitern dieser Idee gründete er in St. Petersburg im Jahr 1875 den Sankt Petersburger Herold. Nach anfänglichem Erfolg des Blattes musste er im Jahr 1891 die Besitzrechte wegen finanzieller Schwierigkeiten aufgeben. Er blieb jedoch bis zu seinem Tod Chefredakteur der Zeitung.
Verdienste erwarb sich Gesellius auch um die Entwicklung des damals finnischen Villenorts Terijoki, wo er seinen ständigen Sommeraufenthalt hatte. Er starb im März 1900 an einer Hirnhautentzündung und wurde auf dem St. Petersburger Wolkowo-Friedhof beigesetzt.

## Auszeichnungen
- Ritterkreuz des Oldenburgischen Hausordens
- Ritterkreuz des portugiesischen Christusordens

## Schriften
- De auxilio naturali ad dystocias solvendas. Dissertatio inauguralis gynaecologica. Wratislaviae: Fischer, 2. April 1864.
- Capillar-Blut – undefibrinirtes – zur Transfusion. Ein neuer Apparat zur Transfusion, sowohl zur einfachen, als auch zur depletorischen. St. Petersburg: Buchhandlung A. Münx, 1868.
- Canalisation oder Abfuhr vom Standpunkt der Parasiten-Theorie für St. Petersburg. Eine medicinal-forensische Abhandlung in Form eines Vortrages. St. Petersburg: Verlag der Buchhandlung von A. Münx (C. Ricker), 1869.
- Die Transfusion des Blutes. Eine historische, kritische und physiologische Studie. Mit 17 Holzschnitten. St. Petersburg: Eduard Hoppe, 1873.
- Allerunterthänigster Bericht über Thierblut-Transfusionen bei Menschen mit besonderer Berücksichtigung der Thierblut-Transfusionen bei Menschen mit besonderer Berücksichtigung der Wichtigkeit derselben bei Verwundeten im Kriege. St. Petersburg, August 1874.
- Thierblut-Transfusion beim Menschen. Mit 3 Holzschnitten. St. Petersburg: Eduard Hoppe, 1874.